# Aribert af Anhalt
Prins Aribert af Anhalt (18. juni 1864 – 24. december 1933) var en tysk prins, der tilhørte Huset Askanien og var søn af Hertug Frederik 1. af Anhalt. Fra september til november 1918 var han regent i det lille hertugdømme Anhalt i det centrale Tyskland på vegne af sin mindreårige nevø, Hertug Joachim Ernst.

## Biografi

### Tidlige liv
Prins Aribert blev født den 18. juni 1864 i Wörlitz ved Dessau i Hertugdømmet Anhalt som det femte barn og fjerde af Arveprins Frederik af Anhalt i hans ægteskab med prinsesse Antoinette af Sachsen-Altenburg. I 1863 var hans farfar, Hertug Leopold 4. blevet den første hertug af det forenede hertugdømme Anhalt, da linjen Anhalt-Bernburg var uddød ved hertug Alexander Karl af Anhalt-Bernburgs død.

### Ægteskab
Prins Aribert giftede sig den 6. juli 1891 på Windsor Castle i England med prinsesse Marie Louise af Slesvig-Holsten-Sønderborg-Augustenborg, datter af prins Christian af Slesvig-Holsten-Sønderborg-Augustenborg og prinsesse Helena af Storbritannien, der selv var datter af Dronning Victoria af Storbritannien. Brudens fætter, Kejser Wilhelm 2. havde været drivkraften bag at arrangere ægteskabet. Ægteskabet, der var barnløst, blev opløst i år 1900.

### Regent i hertugdømmet Anhalt
Da Ariberts ældste bror, Arveprins Leopold af Anhalt var død uden mandlige arvinger i 1886, og den næste bror, Hertug Frederik 2. ikke havde børn, blev Ariberts storebror, Eduard, hertug af Anhalt ved Frederik 2.'s død den 21. april 1918, mens Ariberts nevø Joachim Ernst blev tronfølger med titel af arveprins. Da Hertug Eduard få måneder senere døde i september 1918 blev den mindreårige Joachim Ernst hertug, mens Prins Aribert blev indsat som regent for sin nevø. Joachim Ernsts korte regeringstid ophørte allerede den 12. november 1918, hvor prins Aribert abdicerede på hans vegne, da monarkierne blev afskaffet i Tyskland ved Novemberrevolutionen i 1918 umiddelbart før afslutningen af 1. verdenskrig. Hertugdømmet blev herefter republik under navnet Fristaten Anhalt.

### Død
Prins Aribert døde 67 år gammel den 24. december 1933 i München.

## Eksterne links
- Wikimedia Commons har flere filer relateret til Aribert af Anhalt
- Slægten Askaniens officielle hjemmeside Arkiveret 21. august 2018 hos  Wayback Machine